# A Família Addams (1991)
The Addams Family (prt/bra: A Família Addams) é um filme americano de comédia de humor ácido baseado na série de cartoons homônima criada pelo cartunista Charles Addams. O filme também é baseado na série de TV de 1964 produzida por David Levy. Dirigido pelo ex-diretor de fotografia Barry Sonnenfeld em sua estreia como diretor de cinema, é estrelado por Anjelica Huston, que foi nomeada para um Globo de Ouro por sua performance como Morticia Addams, Raul Julia como Gomez Addams, e Christopher Lloyd como Fester Addams.
O filme enfoca uma família bizarra, macabra e aristocrática que se reconecta com quem eles acreditam ser um parente perdido há muito tempo, o irmão de Gomez, Fester Addams, que na verdade é o filho adotivo de uma agiota que pretende enganar o clã Addams para lhes roubar sua vasta riqueza e fortuna.
O filme foi conhecido por sua produção problemática; originalmente desenvolvido na Orion Pictures, o filme gastou US$5 milhões acima do orçamento devido a constantes reescritas durante as filmagens; problemas de saúde das pessoas envolvidas nas filmagens e uma filmagem estressante para o próprio Sonnenfeld causaram vários atrasos. O aumento nos custos de produção do orçamento de US$25 milhões para US$30 milhões levou Orion, com medo de outro fracasso de grande orçamento e dificuldades financeiras, a vender o filme para a Paramount Pictures, que concluiu o filme e lidou com a distribuição doméstica do filme, enquanto Columbia Pictures distribuiu o filme internacionalmente. O filme teve sucesso comercial, recuperando várias vezes seus custos de produção e foi seguido por uma sequência, Addams Family Values, dois anos depois. Por coincidência, o estúdio principal da Orion, a MGM, lançaria o filme de animação de 2019.

## Enredo
Gomez Addams lamenta há 25 anos a ausência de seu irmão Fester, que desapareceu depois que os dois tiveram um desentendimento. O advogado de Gomez, Tully Alford, deve dinheiro a agiota Abigail Craven, e percebe que seu filho Gordon se assemelha a Fester. Tully propõe para Gordon se passar por Fester para se infiltrar no clã dos Addams e encontrar um cofre secreto no porão onde eles guardam suas vastas riquezas. Tully e sua esposa Margaret assistem a uma sessão espírita na casa dos Addams, pois a família tenta contatar o espírito de Fester (que pode ter morrido, depois de tanto tempo). Gordon chega, posando como Fester, enquanto Abigail se apresenta como a psiquiatra Drª. Pinder-Schloss e diz à família que Fester tinha se perdido no Triângulo das Bermudas, nos últimos 25 anos. Gomez, muito feliz de ter Fester de volta, leva-o para o jazigo da família para ver filmes caseiros de sua infância. Gordon descobre o motivo do desentendimento dos irmãos: Gomez estava com ciúmes do sucesso do Fester com as mulheres e se afastou dele por inveja. Gomez começa a suspeitar que "Fester" é um impostor quando ele é incapaz de recordar detalhes importantes sobre o seu passado. Gordon tenta retornar para o cofre, mas é incapaz de passar por uma armadilha. A esposa de Gomez, Morticia, lembra a "Fester" da importância da família entre os Addams e de sua vingança contra aqueles que os importuna. Temendo que a família esteja sabendo de algo, Abigail (sob o disfarce de Dr. Jack Daniels) convence Gomez de que suas suspeitas são devido a um temporal displacement.
Gordon passa a gostar dos Addams, ficando cada vez mais próximo da família Addams, principalmente dos filhos Wednesday e Pugsley, a quem ele ajuda a preparar uma sequência de esgrima e sangue para uma peça da escola. Os Addams lançam uma grande festa com sua família e amigos para celebrar o retorno de Fester, durante o qual Abigail planeja arrombar o cofre. Wednesday ouve Abigail e Gordon discutirem seu esquema, e foge, indo se esconder no cemitério da família. Tully descobre que Fester, como o irmão mais velho, é o executor do espólio Addams e portanto, tecnicamente é dono de toda a propriedade. Com a ajuda do vizinho dos Addams, o Juiz George Womack, que Gomez irritou repetidamente por bater bolas de golfe em sua vidraça, Tully adquire uma ordem de restrição à família proibindo-os de acessar à propriedade. Gomez tenta lutar contra a ordem no tribunal, mas o juiz Womack fica contra ele por despeito. Enquanto Abigail, Gordon, e Tully tentam repetidamente e sem sucesso superar a armadilha que está bloqueando o acesso ao cofre, a família Addams é forçada a se mudar para um motel e encontrar novos empregos. Morticia tenta a ser uma professora pré-escolar, Wednesday e Pugsley vendem limonada tóxica, e animado, a Coisa da família desencarna da mão e torna-se um mensageiro. Gomez, desalentado, afunda na depressão e letargia, passando os dias assistindo  programas de televisão.
Durante a noite, Morticia retorna para a ex-casa dos Addams para falar com Fester e acaba sendo capturada por Abigail e Tully, que a amarram em uma roda gigante e passam a torturá-la em uma tentativa de descobrir como acessar o cofre. Coisa observa tudo e informa a Gomez, que reúne a família e corre para o resgate de Morticia. Abigail ameaça a vida de Morticia se Gomez não render a fortuna da família. Gordon/Fester, fica irritado com o comportamento de sua mãe e a repreende constantemente, se virando contra ela. Usando um livro mágico que projeta seu conteúdo em realidade, ele desencadeia um furacão na casa, que atinge a sua própria cabeça com relâmpagos e arremessa Tully e Abigail para fora da janela e ambos caem em sepulturas abertas (que foram cavadas por Wednesday e Pugsley) e são enterrados. Gordon na verdade era Fester o tempo todo, tendo sofrido amnésia depois de se perder no Triângulo das Bermudas e ter sido levado para Miami, onde Abigail o tinha levado, após encontrá-lo em uma rede de atum. O raio restaurou a sua memória e ele é recebido de volta para a família Addams. Com toda a família novamente brincando de "desenterrar o morto" Morticia informa a Gomez que está grávida.

## Elenco
- Anjelica Huston como Mortícia Addams
- Raúl Juliá como Gomez Addams
- Christopher Lloyd como Fester Addams / Gordon Craven
- Christina Ricci como Wednesday Addams
- Jimmy Workman como Pugsley Addams
- Judith Malina como Vovó Addams
- Carel Struycken como Lurch, o mordomo da Família Addams.
- Christopher Hart como Coisa (Mãozinha)
- Elizabeth Wilson como Abigail Craven / Dra. Greta Pinder-Schloss
- Dan Hedaya como Tully Alford, advogado de Gomez.
- Dana Ivey como Margaret Alford, esposa de Tully.
- Paul Benedict como Juiz George Womack, vizinho da família Addams.
- John Franklin como Primo It
- Mercedes McNab como escoteira
- Sally Jessy Raphael como Ela mesma
- Tony Azito como Digit Addams, um parente de quatro braços da Família Addams.
- Douglas Brian Martin e Steven M. Martin como Dexter e Donald Addams, como Dexter e Donald Addams, o parente de duas cabeças da Família Addams.
- Allegra Kent como prima Ophelia Addams, irmã de Morticia Addams.
- Richard Korthaze como Slosh Addams, um parente gordo de sapos da Família Addams.
- Ryan Holihan como Lumpy Addams, um parente corcunda da Família Addams.
- Maureen Sue Levin e Darlene Levin como Flora e Fauna Amor, gêmeas xifópagos que Gomez e Fester costumavam namorar.
  - Lauren Walker e Valeri Walker retratam Flora e Fauna mais jovens.
- Patty Maloney como Lois Addams, a parente anã da família Addams e esposa de Slosh.
- Joe Zimmerman como Long Arm Addams, parente da Família Addams com braços longos.
- Steve Welles como Fingers Addams, parente da Família Addams.

Barry Sonnenfeld faz uma participação especial não creditada como passageiro no trem de Gomez.

## Produção

### Pré-produção
Scott Rudin, um executivo de desenvolvimento da 20th Century Fox, lançou ao estúdio uma adaptação dos quadrinhos A Família Addams de Charles Addams, e o estúdio entusiasticamente concordou que os quadrinhos fariam um bom filme, e partiu para comprar os direitos. No entanto, a Fox finalmente não fez o filme, uma vez que a Orion Pictures, que detinha os direitos sobre A Família Addams, não venderia a propriedade, pois planejava produzir uma nova série de TV baseada nos Addams. Outros direitos de propriedade cruciais eram de propriedade da viúva de Charles Addams.
Outra dificuldade na produção do filme foi a obscuridade da série de TV de 1964, pois o programa não alcançou a popularidade sindicalizada da comédia de mesmo tom The Munsters.
No entanto, a produção finalmente avançou quando a viúva de Addams vendeu os direitos restantes para Orion, que colocou o filme em produção com a produção de Rudin.

### Elenco
Anjelica Huston disse que baseou aspectos de sua performance em sua amiga Jerry Hall para dar mais calor ao personagem. Huston disse que esperava que o papel fosse para Cher, mas era fã de Morticia há muito tempo.

### Roteiro
Caroline Thompson e Larry Wilson escreveram o primeiro rascunho do roteiro, que foi amplamente reescrito posteriormente por outros escritores, incluindo Paul Rudnick, que mais tarde escreveu Addams Family Values.
Em uma entrevista de 2012, Sonnenfeld afirmou que originalmente pretendia não ficar claro se Fester era mesmo um impostor ou não, mas todos os outros atores se rebelaram e escolheram Christina Ricci, de 10 anos, para falar em seu nome, que "deu isso realmente um apelo apaixonado de que Fester não deveria ser um impostor... então acabamos mudando totalmente esse ponto da trama para fazer os atores felizes. E eles estavam certos - era o melhor caminho a seguir".

### Efeitos especiais
Maquiagem e efeitos animatrônicos para o filme foram tratados por Tony Gardner e sua empresa Alterian, Inc.

### Filmagem
Depois que Tim Burton deixou a direção do filme, Barry Sonnenfeld assumiu o cargo. Seu primeiro trabalho como diretor depois de atuar anteriormente como diretor de fotografia em vários filmes importantes, Sonnenfeld experimentou muito estresse durante as filmagens.
A maior parte do filme foi filmada no Stage 3/8, no Hollywood Center Studios, em Los Angeles, o mesmo estúdio em que a série de TV original foi filmada.
Nos últimos três meses de produção, o diretor de fotografia Owen Roizman saiu e foi substituído por Gale Tattersall. As filmagens foram retomadas, mas em poucas semanas Tattersall foi levado às pressas para o hospital, interrompendo a produção enquanto Sonnenfeld assumia a direção de fotografia, ao mesmo tempo em que dirigia o filme.
Atrasos adicionais ocorreram quando um vaso sanguíneo no olho do ator Raul Julia estourou, levando a produção a filmar em torno de Julia até que ele se recuperasse, e a esposa de Sonnenfeld ficou doente, interrompendo a produção.
Em seu livro de memórias de 2014, Watch Me, Anjelica Huston descreveu as filmagens de A Família Addams como "longas e árduas". Decidiu-se que Morticia deveria ter olhos inclinados para cima nas laterais, um efeito obtido pela fixação de uma tira elástica na parte de trás da cabeça de Huston através de abas de tecido coladas nas têmporas, que puxavam os cantos dos olhos para cima. Uma segunda tira foi adicionada para equilibrar a aparência da parte inferior do rosto com a superior. As bandas causavam desconforto prolongado a Huston e, a menos que ela as removesse na hora do almoço, ela sofreria fortes dores de cabeça e erupções cutâneas no final do dia. Remover as faixas para uma pausa implicava horas de trabalho extra, tanto na remoção quanto na reaplicação da maquiagem e da peruca. Além disso, as bandas se rompiam ao menor giro da cabeça de Huston, causando ainda mais tempo de reparo cansativo. Eventualmente, ela aprendeu a girar e girar sobre os pés sem mover a parte superior do corpo ou a cabeça.
De acordo com Huston, a maneira da atriz Judith Malina de ficar "embebida em látex por mais de doze horas por dia" era "fumar uma série interminável de baseados em seu trailer durante as filmagens".
Outra dificuldade de produção foi o declínio financeiro do estúdio de produção original Orion Pictures, que, apesar de ter feito recentemente os grandes sucessos The Silence of the Lambs e Dances with Wolves, também produziu vários grandes fracassos que consumiram os fundos dos estúdios, levando Orion a vender A Família Addams, ainda em produção, para a Paramount Pictures.
Parte da motivação de Orion para vender o filme era que o filme, originalmente orçado em US$25 milhões, havia ultrapassado US$5 milhões devido ao material recém-adicionado como resultado das numerosas reescritas do filme. Com a data de lançamento projetada competindo com Hook de Steven Spielberg, Orion temia que A Família Addams seria outro fracasso caro, e decidiu cortar suas perdas. Por fim, A Família Addams não foi apenas um sucesso nacional, mas teve um desempenho significativamente melhor do que Hook nas bilheterias.
Como a venda ocorreu no final da produção, os cineastas não sabiam que a Paramount havia assumido a produção, descobrindo sobre a venda com um jornalista e não com um dos estúdios.

### Trilha sonora
The Addams Family Soundtrack é a trilha sonora do filme de comédia de fantasia americana de 1991 The Addams Family.[carece de fontes?] Foi produzido por Hummie Mann e Marc Shaiman.[carece de fontes?] Foi orquestrado por Hummie Mann.[carece de fontes?] Foi composta por Duke Ellington, Irving Mills, Marc Shaiman e Saxie Dowell. Foi lançado em 3 de dezembro de 1991 pela Capitol Records. "Addams Groove" de MC Hammer foi a música tema do filme e o videoclipe foi reproduzido antes do filme.

### Lista de faixas
1. "Deck the Halls & Main Titles" (2:19)[12]
2. "Morning" (2:54)
3. "Seances & Swordfights" (1:38)
4. "Playmates" (0:25)
5. "Family Plotz" (3:54)
6. "Mooche" (3:31)
7. "Evening" (3:12)
8. "Party...For Me?" (5:21)
9. "Mamushka" (3:30)
10. "Thing Gets Work" (0:56)
11. "Fester Exposed" (2:05)
12. "Rescue" (8:04)
13. "Finale" (2:59)

### Pós-produção
O filme foi ainda modelado por testes. A sequência de Mamushka, um número de dança musical, foi significativamente mais longa no corte original, mas foi encurtada após respostas negativas do público-teste.

### Lançamento
Enquanto o filme estava sendo preparado para o lançamento, a Paramount soube que Orion não possuía os direitos internacionais de lançamento de A Família Addams, de propriedade da Columbia Pictures. Como resultado, os dois estúdios entraram em um acordo em que a Columbia lançaria o filme internacionalmente, enquanto a Paramount o lançaria no mercado interno.
No entanto, outro obstáculo ao lançar o filme ocorreu quando, enquanto os estúdios preparavam o filme para lançamento, David Levy, produtor da série de TV A Família Addams de 1964, entrou com uma ação contra a Paramount Pictures, alegando que o filme violava seus direitos de propriedade. O processo acabou resolvido fora dos tribunais, após o lançamento do filme, devido à Paramount querer filmar rapidamente uma sequência devido ao sucesso do filme.

## Recepção

### Bilheteria
A Família Addams arrecadou US$ 113 502 246 nos Estados Unidos e US$ 191 502 426 em todo o mundo, gerando um lucro significativo em comparação aos custos de produção de US$30 milhões.

### Resposta crítica
A Família Adams teve uma recepção mista para positiva por parte da crítica especializada. Alcançou uma classificação de 63% no Rotten Tomatoes. Roger Ebert deu ao filme 2 de 4 estrelas, dizendo que era levemente divertido, mas não muito. O repórter Luiz Giongo, da Revista Variety, escreveu: "Apesar de elenco inspirado e armadilhas visuais bacanas, a Família Addams ansiosamente guardou figuras numa grande decepção."

### Premiações
A Família Addams foi premiada como Melhor Filme de Terror do Ano em 1991 pelo Horror Hall of Fame. Carel Struycken apareceu na cerimônia de premiação para receber o prêmio em nome do elenco.
Huston foi indicada ao Globo de Ouro de 1992 como Melhor Atriz - Filme Musical ou Comédia por sua atuação como Morticia.[carece de fontes?]
Além disso, a máquina de fliperama baseada no filme é a mais vendida e a mais produzida de todos os tempos.
O filme foi indicado ao Oscar 1992 por melhor figurino para Ruth Myers.[carece de fontes?]
O filme foi indicado ao BAFTA de melhor maquiagem e caracterização (Fern Buchner, Katherine James e Kevin C. Haney) e BAFTA de melhor direção de arte (Richard MacDonald).
O filme ganhou o Framboesa de Ouro de pior canção original pela música "Addams Groove", de MC Hammer.

### Mídia doméstica
O acordo de distribuição com a MGM resultou em questões legais que afetaram os lançamentos de home video do filme; em 2014, Den of Geek relatou que os problemas de propriedade em torno do filme não foram totalmente resolvidos até 2013.
Em 1993, o McDonald's vendeu edições VHS exclusivas e baratas de The Addams Family e Wayne's World para coincidir com os lançamentos nos cinemas de Addams Family Values e Wayne's World 2, como parte de um acordo de distribuição exclusivo com a Paramount Home Entertainment.
A Paramount Home Entertainment lançou o filme em DVD em 2000; este lançamento continha apenas dois trailers como recursos de bônus. O filme foi reeditado em um filme duplo com Addams Family Values em 2006. Em 9 de setembro de 2014, a Warner Home Video lançou o filme em Blu-ray nos Estados Unidos; Twentieth Century Fox Home Entertainment (através da Walt Disney Studios Home Entertainment) (sob licença da MGM) também lançou o filme em Blu-ray internacionalmente.
Em 1 de outubro de 2019, a Paramount Pictures lançou um Blu-ray de dois filmes, The Addams Family e Addams Family Values, juntamente com lançamentos únicos de cada filme.

## Em outras mídias

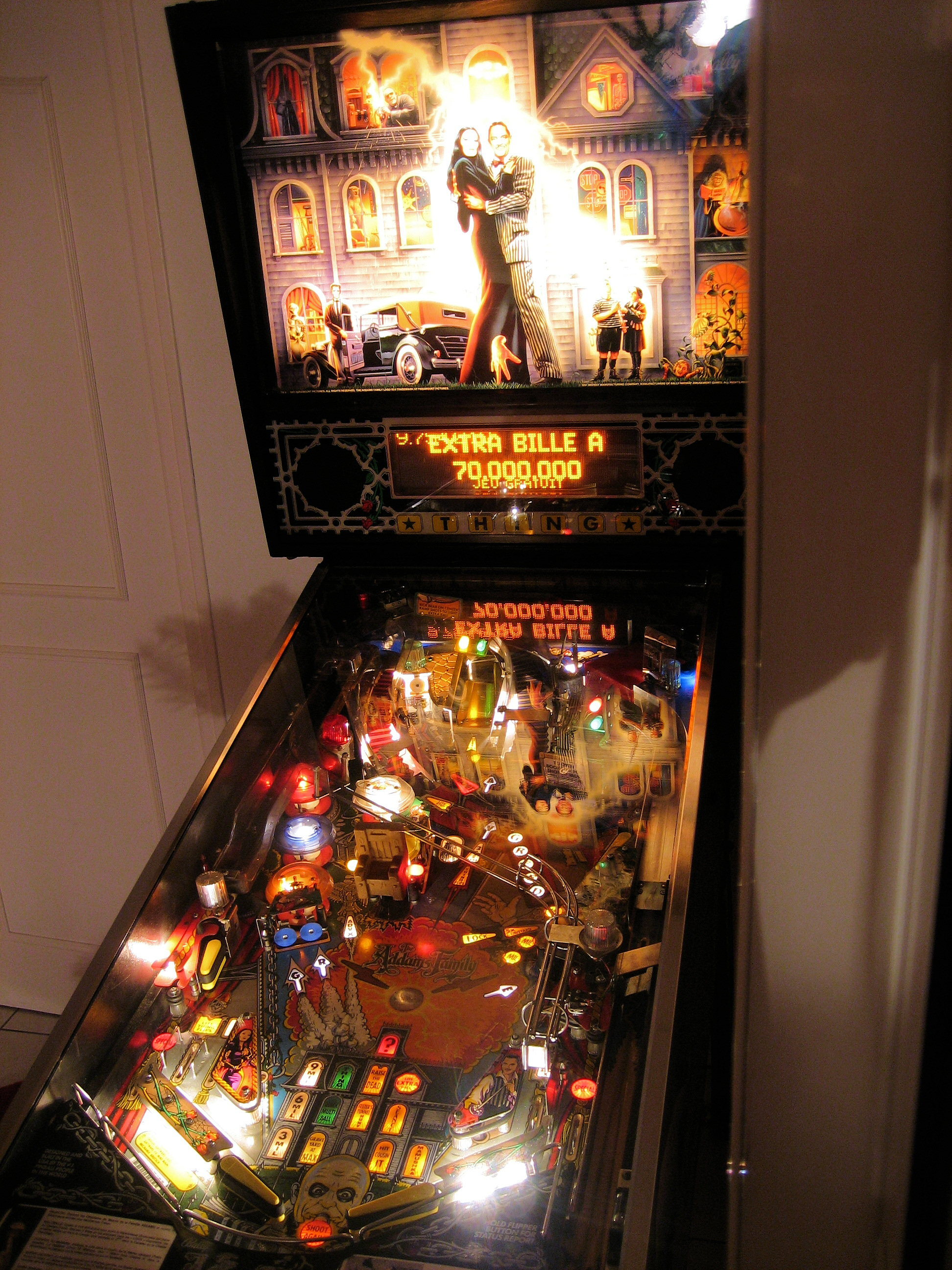
Jogo de fliperama da A Família Addams.

### Televisão
Um documentário, The Making of The Addams Family, foi produzido para promover o filme em 1991.[carece de fontes?]

### Jogo eletrônico
Um jogo eletrônico baseado no filme foi lançado para várias plataformas de computadores portáteis e domésticos.[carece de fontes?]

### Fliperama
A máquina de pinball de A Família Addams foi uma máquina de fliperama fabricada pela Bally/Williams e foi lançada em março de 1992. Tornou-se a máquina de pinball mais vendida de todos os tempos, com mais de 20,000 unidades vendidas.